# Frank Belknap Long
Pour les articles homonymes, voir Long.
Frank Belknap Long, né le 27 avril 1901 à New York et mort le 3 janvier 1994 , est un homme de lettres américain, auteur de littérature fantastique, d'horreur et de science-fiction, poète et scénariste de comics.

## Biographie
Né à New York, il s'intéresse très tôt à la littérature fantastique et de science-fiction. Il étudie le journalisme à l'université de New York. En 1920, il commence à écrire à l'écrivain H. P. Lovecraft (auteur du mythe de Cthulhu) et ce dernier vient le voir à New York en 1922. Ils font tous deux partie du Kalem Club et Frank B. Long reçoit régulièrement Lovecraft jusqu'à la mort de ce dernier en 1937. 
En 1923, Frank Long vend sa première nouvelle à la revue Weird Tales. Certaines de ses nouvelles s'inscrivent dans l'univers imaginé par Lovecraft, entre autres « The Horror from the Hills » où il crée le grand Ancien Chaugnar Faugn. Il écrit régulièrement pour cette revue et pour Astounding Science Fiction. Il publie ses premiers recueils de poèmes fantastiques en 1926 (A Man from Genoa) et 1928 (The Goblin Tower). Dans les années 1930, il écrit des nouvelles d'horreur pour Unknown.
Dans les années 1940, il écrit des scénarios de comics pour Superman, Green Lantern ou Captain Marvel. Il écrit aussi des récits de science-fiction comme Mars is My Destination ou The Martian Visitors.
En 1946, Arkham House publie son recueil de nouvelles fantastiques The Hounds of Tindalos. En 1975, la même maison d'édition publie sa biographie de Lovecraft,  Howard Phillips Lovecraft: Dreamer on the Nightside.
À sa mort en 1994, Frank Long est enterré dans le carré des indigents. En apprenant la nouvelle, ses amis paient un second enterrement dans le cimetière Woodlawn, près des grands-parents de Lovecraft. Ses fans ont financé l'inscription de son nom sur la pierre tombale de sa famille.

## Œuvres traduites

### Recueils de nouvelles
- Le Gnome rouge (The Flame Midget, 1946), Marabout fantastique, 1975 ; NéO, 1983.
  - La Mort surgie des eaux (Death-Waters)
  - Le Recenseur (The Census Taker)
  - La Sangsue de l'océan (The Ocean Leech)
  - Cela va être votre tour (It will Come to You
  - Une faille dans le temps (A Stitch in Time)
  - Les Réfugiés (The Refugees)
  - Un pas dans mon jardin (Step into my Garden)
  - Les Vilaines bêtes (The Dark Beasts)
  - Le Gnome rouge (The Flame Midget)
- Le Druide noir, Marabout fantastique, 1977.
  - Le Druide noir (The Black Druid)
  - Un visiteur venu d'Égypte (A Visitor from Egypt)
  - La Chance du pêcheur (Fisherman's Luck)
  - Le Danger des sacs à malice (Grab Bags are Dangerous)
  - Le Curieux (The Peeper)
  - La Seconde nuit (Second Night out)
  - sombre vision (Dark Vision)
  - La Petite fille en or (Golden Child)
  - La Tête de pont (Bridgehead)
  - L'Esprit élémentaire (The Elemental)

### Nouvelles
- L'Homme aux mille pattes (The Man with a Thousand Legs, 1927), in La Présence monstrueuse et huit autres récits de la revue Weird Tales, Encrage, 1987.
- Les Mangeuses d'espace (The Space-Eaters, 1928), in :
  - H. P. Lovecraft, Œuvres, t. 1, Robert Laffont, 1991.
  - H. P. Lovecraft et August Derleth, L'Appel de Cthulhu, Pocket, 2000.
- Les Chiens de Tindalos (The Hounds of Tindalos, 1929), in :
  - Jacques Sadoul présente : les meilleurs récits de Weird Tales, t.1, J'ai Lu, 1975.
  - H. P. Lovecraft, Œuvres, t. 1, Robert Laffont, 1991.
  - Une histoire de la science-fiction 1 : 1901-1937, les premiers maîtres, Librio, février 2003.
- L'Horreur venue des collines (The Horror from the Hills, 1931), in H. P. Lovecraft, Œuvres, t. 2, Robert Laffont, 1991.
- J'aime mieux ma mie, ô gué (Flame of life, 1939), in Satellite no 43, mai 1962.
- Fait sur mesure (Made to order, 1957), in Satellite no 32, mars 1961.
- Sombre éveil (Dark Awakening, 1980), in Ramsey Campbell présente H. P. Lovecraft,  Le Livre noir, Pocket, 1991.
- Le Défi de l'au-delà (Challenge from beyond), nouvelle, 1935

### Essai
- H. P. Lovecraft, le conteur des ténèbres, Encrage, 1987.

## Récompenses
- Prix World Fantasy : grand maître (Life achivement) en 1978.
- Prix Bram Stoker : grand maître (Life achivement) en 1988[5].